# Florentino Asensio Barroso
Blahoslavený Florentino Asensio Barroso (16. října 1877 Villasexmir, Španělsko – 9. srpna 1936 Barbastro, Druhá Španělská republika) byl španělský římskokatolický biskup, titulární biskup z Euroee v Epeiru (1936) a apoštolský administrátor diecéze Barbastro (1935–1936).

## Smrt a beatifikace
Krátce po propuknutí Španělské občanské války byl zajat, brutálně mučen a nakonec zavražděn republikány. Papež sv. Jan Pavel II. jej prohlásil za mučedníka a blahořečil v roce 1997. Jeho svátek připadl na výroční den jeho mučednické smrti.